# Eriocephalus eximius
Eriocephalus eximius là một loài thực vật có hoa trong họ Cúc. Loài này được DC. mô tả khoa học đầu tiên năm 1838.